# Giulio Cesare Arresti
Giulio Cesare Arresti (né le 26 février 1619 à Bologne et mort le 17 juillet 1701 dans la même ville) est un organiste, chef d'orchestre et compositeur italien du XVIIe siècle.

## Biographie
Durant toute sa vie, Giulio Cesare Arresti fut organiste et chef d'orchestre dans sa ville natale. De 1649 à 1699 il fut l'organiste de la basilique San Petronio ainsi que chef d'orchestre à l'église San Savatore et à l'église San Domenico.
Il fut cofondateur et, à partir de 1701, président de l' Academia Filarmonica. Durant cette période il eut une puissante querelle avec Maurizio Cazzati qu'il accusait de fautes musicales. En réalité Maurizio Cazzati était progressiste tandis que Giulio Cesare Arresti était de nature conservatrice.
Son fils, Floriano Maria Arresti (1667-1717) était l'élève de Bernardo Pasquini à Rome, où il travailla jusqu'en 1703.

## Compositions
Giulo Cesare Arresti a composé des sonates pour violon et pour violoncelle et des œuvres pour orgues, mais également des cantates, des oratorios et des opéras.
En outre Arresti écrivit plusieurs œuvres religieuses parmi lesquelles des psaumes et oratorios telles que le Jardin de Gethsemane, Adieu de Jésus à Marie, Les noces de Rebecca et La décapitation de Saint Jean-Baptiste.

## Œuvres (sélection)
- Op. 1 Messa e Vespro della Beata Virgine con l'inno, reali composte di 3 figure cantandosi senza battuta 8stimmig (Venise, 1663)
- Op. 2  Mess, a tre voci, bc, con sinfonie, e ripieni ad lib [2 vn],  motetti, e concerti (Venedig, 1663) (la première messe finissant en sonate en trio).
- Op. 4 12 Sonate a 2 e a tre, Con la parte del Violoncello beneplacito (1665) (la première mention explicite d'un violoncelle dans une œuvre musicale)
- Op. 7 „Partitura di Modulationi precettive sopra gl'Hinni del Canto Fermo Gregoriano con le Risposte intavolate in sette righe per l'Organo“,  (Bologno, après 1665)

### Oratorios
- L'orto di Getsemani, Bologne, 1661
- Licenza di Gesù da Maria, Bologne, 1661
- Lo sposalizio di Rebecca, Bologne, 1675
- La decollazione di S Giovanni, Bologna, 1708 (œuvre non complète, des morceaux ayant disparu)

## Sources
- (de) Cet article est partiellement ou en totalité issu de l’article de Wikipédia en allemand intitulé « Giulio Cesare Arresti » (voir la liste des auteurs).